# تصفيات بطولة أمم أوروبا 2016 المجموعة د

تظهر هذه الصفحة ترتيب ونتائج المجموعة د من مسابقة تصفيات بطولة أمم أوروبا لكرة القدم 2016.

## الترتيب
| م | الفريق          | لعب | ف | ت | خ  | أ.له | أ.ع | أ.ف | نقاط | التأهل                     |     | ألمانيا | بولندا | جمهورية أيرلندا | إسكتلندا | جورجيا | جبل طارق |
| - | --------------- | --- | - | - | -- | ---- | --- | --- | ---- | -------------------------- | --- | ------- | ------ | --------------- | -------- | ------ | -------- |
| 1 | ألمانيا         | 10  | 7 | 1 | 2  | 24   | 9   | +15 | 22   | تأهل إلى المسابقة النهائية |     | —       | 3–1    | 1–1             | 2–1      | 2–1    | 4–0      |
| 2 | بولندا          | 10  | 6 | 3 | 1  | 33   | 10  | +23 | 21   | تأهل إلى المسابقة النهائية |     | 2–0     | —      | 2–1             | 2–2      | 4–0    | 8–1      |
| 3 | جمهورية أيرلندا | 10  | 5 | 3 | 2  | 19   | 7   | +12 | 18   | تقدم إلى الملحق            |     | 1–0     | 1–1    | —               | 1–1      | 1–0    | 7–0      |
| 4 | إسكتلندا        | 10  | 4 | 3 | 3  | 22   | 12  | +10 | 15   |                            |     | 2–3     | 2–2    | 1–0             | —        | 1–0    | 6–1      |
| 5 | جورجيا          | 10  | 3 | 0 | 7  | 10   | 16  | −6  | 9    |                            | 0–2 | 0–4     | 1–2    | 1–0             | —        | 4–0    |          |
| 6 | جبل طارق        | 10  | 0 | 0 | 10 | 2    | 56  | −54 | 0    |                            | 0–7 | 0–7     | 0–4    | 0–6             | 0–3      | —      |          |

## المباريات
أصدر اليويفا جدول المباريات تزامناً مع يوم انعقاد القرعة في 23 فبراير 2014 في نيس.
| جورجيا                    | 1–2   | جمهورية أيرلندا         |
| ------------------------- | ----- | ----------------------- |
| - تورنيكه أوكرياشفيلي 38' | تقرير | - آيدن ماكغيدي 24'، 90' |

| ألمانيا               | 2–1   | إسكتلندا           |
| --------------------- | ----- | ------------------ |
| - توماس مولر 18'، 70' | تقرير | - إيكيتشي أنيا 66' |

| جبل طارق | 0–7   | بولندا                                                                                 |
| -------- | ----- | -------------------------------------------------------------------------------------- |
|          | تقرير | - كاميل غروشيتسكي 11'، 48' - روبرت ليفاندوفسكي 50'، 53'، 86'، 90+2' - ووكاش شوكاوا 58' |

| جمهورية أيرلندا                                                                                    | 7–0   | جبل طارق |
| -------------------------------------------------------------------------------------------------- | ----- | -------- |
| - روبي كين 6'، 14'، 18' (ركلة.) - جيمس ماكلين 46'، 53' - جوردان بيريز 52' (ه.ذ.) - ويس هولاهان 56' | تقرير |          |

| إسكتلندا                   | 1–0   | جورجيا |
| -------------------------- | ----- | ------ |
| - أكاكي خوبوتيا 28' (ه.ذ.) | تقرير |        |

| بولندا                                   | 2–0   | ألمانيا |
| ---------------------------------------- | ----- | ------- |
| - أركاديوش ميليك 51' - سباستيان ميلا 88' | تقرير |         |

| ألمانيا         | 1–1   | جمهورية أيرلندا  |
| --------------- | ----- | ---------------- |
| - توني كروس 71' | تقرير | - جون أوشي 90+4' |

| جبل طارق | 0–3   | جورجيا                                                              |
| -------- | ----- | ------------------------------------------------------------------- |
|          | تقرير | - نيكولوز غيلاشفيلي 9' - تورنيكه أوكرياشفيلي 19' - جابا كانكافا 69' |

| بولندا                                       | 2–2   | إسكتلندا                            |
| -------------------------------------------- | ----- | ----------------------------------- |
| - كشيشتوف ماتشينسكي 11' - أركاديوش ميليك 76' | تقرير | - شون مالوني 18' - ستيفن نيسميث 57' |

| جورجيا | 0–4   | بولندا                                                                              |
| ------ | ----- | ----------------------------------------------------------------------------------- |
|        | تقرير | - كاميل غليك 51' - غجيغوش كريتشوفياك 71' - سباستيان ميلا 73' - أركاديوش ميليك 90+2' |

| ألمانيا                                                           | 4–0   | جبل طارق |
| ----------------------------------------------------------------- | ----- | -------- |
| - توماس مولر 12'، 29' - ماريو غوتسه 38' - يوغان سانتوس 67' (ه.ذ.) | تقرير |          |

| إسكتلندا         | 1–0   | جمهورية أيرلندا |
| ---------------- | ----- | --------------- |
| - شون مالوني 75' | تقرير |                 |

| جورجيا | 0–2   | ألمانيا                           |
| ------ | ----- | --------------------------------- |
|        | تقرير | - ماركو رويس 39' - توماس مولر 44' |

| إسكتلندا                                                                              | 6–1   | جبل طارق         |
| ------------------------------------------------------------------------------------- | ----- | ---------------- |
| - شون مالوني 18' (ركلة.)، 34' (ركلة.) - ستيفن فليتشر 29'، 77'، 90' - ستيفن نيسميث 39' | تقرير | - لي كاشيارو 19' |

| جمهورية أيرلندا  | 1–1   | بولندا               |
| ---------------- | ----- | -------------------- |
| - شين لونغ 90+1' | تقرير | - سوافومير بيشكو 26' |

| بولندا                                                     | 4–0   | جورجيا |
| ---------------------------------------------------------- | ----- | ------ |
| - أركاديوش ميليك 62' - روبرت ليفاندوفسكي 89'، 90+2'، 90+3' | تقرير |        |

| جمهورية أيرلندا      | 1–1   | إسكتلندا              |
| -------------------- | ----- | --------------------- |
| - جوناثان والترز 38' | تقرير | - جون أوشي 47' (ه.ذ.) |

| جبل طارق | 0–7   | ألمانيا                                                                                    |
| -------- | ----- | ------------------------------------------------------------------------------------------ |
|          | تقرير | - أندريه شورله 28'، 65'، 71' - ماكس كروزه 47'، 81' - إيلكاي غوندوغان 51' - كريم بلعربي 57' |

| جورجيا                  | 1–0   | إسكتلندا |
| ----------------------- | ----- | -------- |
| - فاليري كازايشفيلي 38' | تقرير |          |

| ألمانيا                                 | 3–1   | بولندا                  |
| --------------------------------------- | ----- | ----------------------- |
| - توماس مولر 12' - ماريو غوتسه 19'، 82' | تقرير | - روبرت ليفاندوفسكي 37' |

| جبل طارق | 0–4   | جمهورية أيرلندا                                                |
| -------- | ----- | -------------------------------------------------------------- |
|          | تقرير | - سايروس كريستي 27' - روبي كين 49'، 51' (ركلة.) - شين لونغ 79' |

| بولندا | 8–1   | جبل طارق          |
| --- | ----- | ----------------- |
| - كاميل غروشيتسكي 8'، 15' - روبرت ليفاندوفسكي 18'، 29' - أركاديوش ميليك 56'، 72' - ياكوب بواشتشيكوفسكي 59' (ركلة.) - بارتوش كابوستكا 73' | تقرير | - جيك غوسلينغ 87' |

| جمهورية أيرلندا      | 1–0   | جورجيا |
| -------------------- | ----- | ------ |
| - جوناثان والترز 69' | تقرير |        |

| إسكتلندا                                  | 2–3   | ألمانيا                                     |
| ----------------------------------------- | ----- | ------------------------------------------- |
| - ماتس هوملز 28' (ه.ذ.) - جيمس مكارثر 43' | تقرير | - توماس مولر 18'، 34' - إيلكاي غوندوغان 54' |

| جورجيا                                                                             | 4–0   | جبل طارق |
| ---------------------------------------------------------------------------------- | ----- | -------- |
| - ماته فاتسادزه 30'، 45' - تورنيكه أوكرياشفيلي 35' (ركلة.) - فاليري كازايشفيلي 87' | تقرير |          |

| جمهورية أيرلندا | 1–0   | ألمانيا |
| --------------- | ----- | ------- |
| - شين لونغ 70'  | تقرير |         |

| إسكتلندا                           | 2–2   | بولندا                        |
| ---------------------------------- | ----- | ----------------------------- |
| - مات ريتشي 45' - ستيفن فليتشر 62' | تقرير | - روبرت ليفاندوفسكي 3'، 90+4' |

| ألمانيا                                   | 2–1   | جورجيا             |
| ----------------------------------------- | ----- | ------------------ |
| - توماس مولر 50' (ركلة.) - ماكس كروزه 79' | تقرير | - جابا كانكافا 53' |

| جبل طارق | 0–6   | إسكتلندا                                                                            |
| -------- | ----- | ----------------------------------------------------------------------------------- |
|          | تقرير | - كريس مارتن 25' - شون مالوني 39' - ستيفن فليتشر 52'، 56'، 85' - ستيفن نيسميث 90+1' |

| بولندا                                          | 2–1   | جمهورية أيرلندا              |
| ----------------------------------------------- | ----- | ---------------------------- |
| - غجيغوش كريتشوفياك 13' - روبرت ليفاندوفسكي 42' | تقرير | - جوناثان والترز 16' (ركلة.) |

## روابط خارجية
- مرحلة تصفيات بطولة أمم أوروبا لكرة القدم 2016 مجموعة D